# Ophiostomatales
Die Ophiostomatales sind eine Ordnung der Schlauchpilze. Die meisten Arten besiedeln Holz und Borke. Bekannte Vertreter sind die Verursacher des Ulmensterbens (Ophiostoma ulmi und Ophiostoma novo-ulmi). Ophiostoma piliferum verursacht die Blaufärbung von Hart- und Weichholz. Die meisten Arten leben jedoch als Saprobionten, ihre Sporen werden vielfach von Käfern verbreitet. Die Anamorphen sind zum Teil Krankheitserreger beim Menschen (Sporothrix schenckii). 

## Merkmale
Die Ordnung ist durch einzelne, schwarze Perithecien gekennzeichnet. Bei den meisten Arten besitzen sie einen langen Hals, aus dem die klebrigen Ascosporen austreten, von wo sie durch Insekten verbreitet werden. Diese Form der Fruchtkörper ist ähnlich der Gattung Ceratocystis in den Micoascales. Die Asci sind rundlich und lösen sich früh in der Entwicklung auf. 
Die Anamorphen sind Hyphomyceten. Sie zählen zu den Gattungen Leptographium, Pesotum und Sporothrix.

## Systematik
Zur Ordnung werden folgende Familien gezählt (mit ausgewählten Gattungen):
- Kathistaceae
  - Kathistes
- Ophiostomataceae
  - Fragosphaeria
  - Klasterskya
  - Ophiostoma
  - Spumatoria
  - Subbaromyces

## Belege